# Francis Burchell
Francis Romulus Burchell (Clifton, 25 september 1873 - Worthing, 6 juli 1947) was een Brits cricketspeler. 
Burchell won in 1900 met het Britse ploeg de gouden medaille op de Olympische Spelen.

## Erelijst
- 1900 –  Olympische Spelen in Parijs team